# Sächsische I F
In die Gattung I F ordneten die Königlich Sächsischen Staatseisenbahnen eine zweifach gekuppelte Dampfspeicherlokomotive ein.

## Geschichte
Die Lokomotive wurde 1917 von der Sächsischen Maschinenfabrik in Chemnitz mit der Fabriknummer 3981 für das Schwellentränkwerk Wülknitz (heute: Oberbauwerk Wülknitz) als Rangierlokomotive gefertigt. Dort war aus Gründen des Brandschutzes der Einsatz einer „feuerlosen“ Lokomotive gewünscht, zumal zum Betrieb der Lokomotive genügend Prozessdampf vorhanden war.
Um 1970 wurde die Lokomotive im Oberbauwerk Wülknitz ausgemustert und verschrottet.

## Bauartgleiche Lokomotiven
Vier ähnliche Lokomotiven wurden in den Jahren 1914 bis 1916 für verschiedene Industriebetriebe gebaut. Die Lokomotiven unterschieden sich sowohl in den Abmessungen der Dampfmaschine als auch im zugelassenen Betriebsdruck des Dampfbehälters. Eine Lokomotive (für Fa. Lange/Auerhammer) war als Kranlokomotive ausgeführt gewesen.
| Fabrik-Nr. | Baujahr | gebaut für                          |
| ---------- | ------- | ----------------------------------- |
| 3825       | 1914    | Gottfried Lindner AG, Ammendorf     |
| 3841       | 1914    | Kr. Lange, Auerhammer               |
| 3880       | 1915    | Kgl. Sächs. Pulverfabrik Gnaschwitz |
| 3905       | 1916    | Vereinigte Bautzner Papierfabriken  |

Eine weitere Lokomotive baute die Sächsische Maschinenfabrik 1922 mit der Fabriknummer 4536 für den eigenen Bedarf.